# اسنایژی
اسنایژی (انگلیسی: Snaigė) شرکت لوازم خانگی لیتوانیایی است، که در سال ۱۹۶۳ تأسیس شد.